# 研究大学
研究大学（けんきゅうだいがく、英: research university）、研究型大学、リサーチ・ユニバーシティとは、学術研究と研究者養成を主たる目的とする大学のことである。これに対し、職業教育を重視する大学は職業大学（高等職業教育機関）と呼ばれる。
- 日本 : 研究大学強化促進事業
- 台湾：教育省は2002年に7つの指定国立研究大学を選択した[2]。

- アメリカ合衆国：カーネギー高等教育機関分類におけるRU/VH: Research Universities (very high research activity) 校[3]。
- オランダ：WO（Wetenschappelijk Onderwijs）[4]。